# Arquidiocese de Tuxtla Gutiérrez
A Arquidiocese de Tuxtla Gutiérrez (Archidiœcesis Tuxtlensis) é uma circunscrição eclesiástica da Igreja Católica situada em Tuxtla Gutiérrez, México. Atualmente está vacante. Sua Sé é a Catedral de São Marcos de Tuxtla Gutiérrez.
Possui 71 paróquias servidas por 163 padres, contando com 1 746 000 habitantes, com 68,1% da população jurisdicionada batizada (1 189 000 batizados).

## História
A Diocese de Tuxtla Gutiérrez foi erigida em 27 de outubro de 1964 pela bula Cura illa do Papa Paulo VI, recebendo o território das diocese de Chiapas (atual Diocese de San Cristóbal de Las Casas), de Tapachula e de Tabasco. Era originalmente sufragânea da Arquidiocese de Antequera.
Em 25 de novembro de 2006 pela bula Mexicani populi do Papa Bento XVI a diocese foi elevada à dignidade de arquidiocese metropolitana, recebendo como suas sufragâneas as diocese de San Cristóbal de Las Casas e de Tapachula.

## Prelados
|                          | Nome                                   | Período    | Notas                                   |            |
| Arcebispos               | Arcebispos                             | Arcebispos | Arcebispos                              | Arcebispos |
| ------------------------ | -------------------------------------- | ---------- | --------------------------------------- | ---------- |
| 3º                       | José Francisco González González       | 2025-      | Atual                                   |            |
| 2°                       | Fabio Martínez Castilla                | 2013–2023  |                                         |            |
| 1º                       | Rogelio Cabrera López                  | 2006–2013  | Nomeado Arcebispo de Monterrey          |            |
| Bispos                   |                                        |            |                                         |            |
| 4º                       | Rogelio Cabrera López                  | 2004–2006  |                                         |            |
| 3º                       | José Luis Chávez Botello               | 2001-2003  | Nomeado Arcebispo de Antequera          |            |
| 2º                       | Felipe Aguirre Franco                  | 1988-2000  | Nomeado Arcebispo coadjutor de Acapulco |            |
| 1º                       | José Trinidad Sepúlveda Ruiz-Velasco † | 1965-1988  | Nomeado Bispo de San Juan de los Lagos  |            |
| Bispos auxiliares        |                                        |            |                                         |            |
|                          | José Luis Mendoza Corzo                | 2007-      | Atual                                   |            |
|                          | Felipe Aguirre Franco                  | 1974-1988  | Elevado a Bispo                         |            |
| Administrador apostólico |                                        |            |                                         |            |
|                          | Rodrigo Aguilar Martínez               | 2023-2025  | Bispo de San Cristóbal de las Casas     |            |